# Juan Carlos Olave
Juan Carlos Olave (Córdoba, 21 febbraio 1976) è un ex calciatore argentino, di ruolo portiere.